# 北京中民信房地产
北京中民信房地产开发有限公司（简称：北京中民信房地产）是一家中國的房地產開發公司，於2001年8月9日成立，公司總部設於北京市平谷区兴谷工业开发区6区55号，而公司法定代表人為齐莲馨。

## 公司高层
- 董事长：齐桥桥（习近平的姐姐）
- 总经理：邓家贵[2]
- 首席财务官：林太平